# Strzele
Strzele (biał. Стралі, Strali; ros. Стрели, Strieli) – wieś na Białorusi, w obwodzie brzeskim, w rejonie kamienieckim, w sielsowiecie Peliszcze. W polskich źródłach pojawia się także pod nazwami Strele i Streli.

## Historia
W XIX i w początkach XX w. położone były w Rosji, w guberni grodzieńskiej, w powiecie brzeskim, w gminie Życin.
W dwudziestoleciu międzywojennym leżały w Polsce, w województwie poleskim, w powiecie brzeskim, do 18 kwietnia 1928 w gminie Życin, następnie w gminie Kamieniec Litewski. W 1921 miejscowość liczyła 77 mieszkańców, zamieszkałych w 18 budynkach, wyłącznie Białorusinów wyznania prawosławnego.
Po II wojnie światowej w granicach Związku Sowieckiego. Od 1991 w niepodległej Białorusi.